# اومنیباس
اومنیباس (انگلیسی: Omnibus) یک برنامه رنگارنگ آموزشی-فرهنگی آمریکایی بود که مابین سال‌های ۱۹۵۲ تا ۱۹۶۱ از سی‌بی‌اس و بعدها از اِی‌بی‌سی پخش می‌شد.
این مجموعه در طول پخش خود بیش از ۶۵ جایزه برد، از جمله اینکه ۱۳ بار نامزد دریافت جایزهٔ امی و ۸ بار برندهٔ آن شد و ۲ مرتبه هم جایزه پیبادی را از آنِ خود کرد. مجری این برنامه الیستر کوک بود و در آن آثار نویسندگان، اندیشمندان، آهنگسازان و هنرمندان دیگری بررسی و تحلیل می‌گردید. یک مجموعه منتخب از این برنامه در قالب ۴ دی‌وی‌دی در سال ۲۰۱۰ منتشر شد.